# ووتر دي فوغل
ووتر دي فوغل (بالهولندية: Wouter de Vogel)‏ هو لاعب كرة قدم هولندي في مركز نصف الجناح، ولد في 17 سبتمبر 1990 في خاودا في هولندا. لعب مع أدو دين هاغ وإي زد ألكمار ودين بوستش ونادي دوردريخت.